# Pavor
Pavor, és a dir, la Por, va ser una deïtat romana, que personificava el temor o el terror. Era junt amb Pal·lor o Palenes (la Pal·lidesa) un company de Mart entre els romans.
Tul·li Hostili va instituir el seu culte durant una plaga o potser en un moment crític d'una batalla. Els Salii s'ocupaven de rendir-li culte. En parlen Titus Livi i Claudi Claudià.